# 小林慎和
小林 慎和（こばやし のりたか、1975年8月8日 - ）は、日本の実業家、シリアルアントレプレナー（起業家）、作家。大阪府出身。大阪大学卒業。博士（工学）。

## 経歴
1975年、大阪府枚方市に生まれる。大阪府立四條畷高等学校を経て、大阪大学基礎工学研究科卒業（現在の名称は、情報科学研究科）。分散コンピューティングと大規模ソフトウェアテストの効率化の研究に従事。博士（工学）を取得する。博士号取得にあたっては、情報工学科の大学3年時から大学院へ飛び級入学、大学院博士課程では1年短縮し、合計2年飛び級にて博士号を取得している。
2002年野村総合研究所に入社し経営コンサルティング業務に9年従事。グリーを経て、シンガポールにて2012年に起業。起業するまでのコンサルティング、ベンチャー企業での経験で17カ国、100都市以上でビジネス経験がある。
コンサルティング会社、イノベーションイベント、ECサイト、飲食業など、東南アジアを中心に様々なサービスを創業。イノベーションイベントのthe CHAOS ASIAは、世界5都市で6回開催されている。その中で様々なイノベーターが発掘されている。ALE (企業)もその1社。2015年、Asia Entrepreneurに選ばれる。
2016年、5年ぶりに日本に帰国し、仮想通貨（ブロックチェーン）と動画広告を組み合わせたサービスで日本で起業。7月販売型クラウドファンディング（いわゆるICO）にて資金調達。6億円以上の調達に成功し、2017年3月ホワイトペーペーで謳ったすべてのサービスをローンチさせる。12月には、SBIを引受先とする第三者割当増資を実行。
2017年12月、2社目に起業したYourwifi Pte Ltdが、3年間の成長率172%を達成し、アジア成長企業ランキング　Deloitte Technology fast 500の中で、292位となる。シンガポール企業の中では、第3位となる。

2018年1月、コインチェック社にてNEM流出事件が発生。その後、仮想通貨交換業社への規制強化が始まる。当時16社あったみなし仮想通貨交換業社は、規制への対応ができず、13社が撤退または廃業。生き残ったのは3社のみ。LastRootsは、その1社となる。
2019年3月、LastRootsの調達資金総額は10億円を超える。4月、上場企業の子会社となり、同社の代表取締役を退任する。その後LastRootsは、2019年11月、関東財務局長 第00018号（暗号資産交換業者）の認可を得る。
その後、2019年4月、ブロックチェーンを活用したSNSを提供する株式会社bajjiを創業し、代表取締役CEOに就任する。6月24日には、ベータ版をリリースしている。2020年1月15日には、約1億円の資金調達を発表している。
2020年4月、新型コロナウィルスの蔓延によって日本で戦後初の緊急事態宣言が発令される。その中noteにて「アフターコロナ世界はどう変わるのか、9つの視点」を発表。その中で、リモートトラストを「対面で一度も会ったことのない人と信頼関係を築いて仕事を完結させる能力。たとえ、一度も会ったことがない人とでも、リモートで会うだけで、ビジネスにおいて信頼関係を築け、大きな意思決定、仕事の受発注が可能になるスキル」として提唱している。
2020年7月、コロナ禍の中、メンタルの不調を訴える人が増える社会に対するサービスとして、感情をシェアすることでウェルビーイングを目指す感情日記SNS「Feelyou」をリリースしている。同アプリは、2020年12月に、Google Play ベスト オブ 2020 というベストアプリ隠れた名作部門で大賞を受賞している。 2021年1月には株式投資型クラウドファンディングを実施し、約4000万円の資金調達に成功している。
2022年5月、Web3気候テックサービスとして、CAPTURE Xを発表している。また三菱UFJグループおよびICJ主催によるESG アクセラレーターにて、ICJ賞、IBM賞、東京センチュリー賞の三冠を獲得している。9月には、日本経済新聞主催、デジタル庁、金融庁、農林水産省共催のSuper DX/SUMにて、最優秀賞にあたるGrand prize日経賞を受賞している。

2022年10月、Feelyouがグッドデザイン賞2022を受賞。
2024年、CAPTURE Xにて、J-Startup CES日本パビリオン選出、2025年にはPoteerにて、J-Startup VIVA technology日本パビリオン選出されている

## 著書・論文等
- 『BOP 超巨大市場をどう攻略するか』(日本経済新聞出版社、共著)ISBN 9784532316785（2011年1月26日）
- 『海外に飛び出す前に知って起きたかったこと』(ディスカヴァー・トゥエンティワンISBN 9784799318713、著書)(2016年5月14日)
- 『世界標準の仕事のルール』(ディスカヴァー・トゥエンティワンISBN 978-4799322604、著書)(2018年4月12日)
- 『リーダーになる前に知って起きたかったこと』(ディスカヴァー・トゥエンティワンISBN 978-4799325377、著書)(2019年7月30日)
- 『人類2.0アフターコロナの生き方』(プレジデント社ISBN 978-4833440288、著書)(2020年8月6日)

## 略歴
- 大阪大学基礎工学研究科卒業、博士号（工学）取得
- 2002年　　野村総合研究所入社、経営コンサルティング部門に配属
- 2008年　　野村総合研究所上級コンサルタントに昇格
- 2010年　　ビジネス・ブレークスルー大学 教授（現任）
- 2011年　　グリー入社。海外展開担当
- 2012年　　Diixi Pte Ltd創業。Founder兼CEO
- 2013年　　Yourwifi Pte Ltd創業。Founder兼CEO。2018年同社をUNNITEL PTE. LTD.にバイアウト
- 2014年　　WAVE co-working space　インドネシアのバリ島のコーワーキングスペース
- 2015年　　Butahage Singapore Pte Ltd取締役。シンガポール企業とのJV。
- 2016年　　LastRoots創業。代表取締役CEO
- 2017年　　LastRootsが、SBIを引受先とした第三者割当増資を実施
- 2018年　　LastRootsが、SBIを引受先とした第三者割当増資を再び実施[14]
- 2019年　　LastRootsが上場企業から第三者割当増資を実施し、同社の連結子会社となる[15]
- 2019年　　bajjiを創業、Founder兼代表取締役CEO（現任）
- 2022年　　ビジネス・ブレークスルー大学 デジタルビジネスデザイン学科長就任　教授
- 2023年　　デジタルな振る舞い株式会社創業
- 2023年　　児童発達支援・放課後等デイサービス「ふうせんかずら」開業
- 2025年　　株式会社日本M&Aセンターホールディングス 社外取締役（現任）

## 主な業績
- 2002年　博士号取得　「Design and Evaluation of Automatic Test Generation Strategies for Functional Testing of Software」大阪大学[16]
- 2011年　ソフトバンクアカデミア外部一期に選出
- 2015年　Asia Entrepreneurに選出される
- 2016年　株式会社LastRootsが、Fintech summit (金融庁及び日本経済新聞出版社共催）にて、IBM Blue hub賞を受賞[17]
- 2017年　YourwifiPte Ltd（シンガポールで創業）が、Deloitte technology fast 500において、全体で292位にランクイン。シンガポール企業では、3位に入る。[18][19]
- 2019年　株式会社bajjiが、MicrosoftのMicrosoft for Startupsに採択決定する 。[20]
- 2019年　株式会社LastRootsが、仮想通貨交換業者　関東財務局長 第00018号の認可を受ける 。[21]
- 2020年　株式会社bajjiが提供するセルフケアアプリFeelyouが、Google社が発表するGoogle Play ベストオブ2020の隠れた名作部門にて大賞を受賞する。[22]
- 2022年　株式会社bajjiが提供するCAPTUE Xが三菱UFJグループおよびICJ共済のESGアクセラレーションにてベストアプリ賞、IBM賞、東京センチュリー賞を受賞
- 2022年　株式会社bajjiが提供するCAPTUE Xが超DXサミットにて、最優秀賞である日経賞を受賞
- 2022年　株式会社bajjiが提供するセルフケアアプリFeelyouが、グッドデザイン賞2022を受賞
- 2023年　株式会社bajjiが提供するCAPTUE XがTechCrunch Disrupt 2023 Japan Pavilion 採択
- 2023年　株式会社bajjiが提供するCAPTUE Xが経済産業省J-StarX採択、フランスコース参画
- 2024年　株式会社bajjiが提供するCAPTUE XがJ-StartupCES Japan Pavilion選出
- 2024年　株式会社bajjiが提供するエコいっぽがかわさき起業家賞を受賞
- 2025年　株式会社bajjiが提供するPoteerがJ-StartupVEVA technology Japan Pavilion選出